# Break My Heart Slowly
Debiutancki singiel basisty i autora tekstów Manic Street Preachers. Wydany 18 września 2006. Piosenka miała premierę podczas audycji Phila Jupitusa w BBC6

## Lista utworów

### CD
1. "Break My Heart Slowly"
2. "Derek Jarmans Garden"

### 7"
1. "Break My Heart Slowly"
2. "Casual/Glam"